# Asus Tinker Board
Le Tinker Board d'Asus est un nano-ordinateur monocarte à processeur ARM. C'est un des nombreux concurrents du Raspberry Pi. Il se distingue principalement du Raspberry Pi par la présence d'un processeur Rockchip compatible avec Android et GNU/Linux. Le prix du premier modèle en janvier  2017 est annoncé à 68 dollars ou 45 livres sterling.

## Historique
En novembre 2020, Asus Tinker Board 2 et Tinker Board 2S, basé sur le Op1, une version améliorée du Rockchip RK3399, hexacore 64 bits. Ainsi que la Tinker Board R, utilisant un RK3399pro, comportant en plus un processeur d'IA (NPU).

## Spécifications matérielles et architectures
Tableau résumé,,,.
Note : TinkerOS, un dérivé de la distribution Linux Debian.
|                                | Tinker Board et S 2017-01 | Tinker Board 2 et S2 2020-11 |
| ------------------------------ | --- | --- |
| Date de lancement              | 2017-01-01 | 2020-11-30 |
| SoC                            | Rockchip RK3288 | Rockchip RK3399 (OP1) |
| CPU                            | ARM Cortex-A17 (32-bit) Quadricœur à 1,8 GHz | 2 × ARM Cortex-A72 (64-bit) 4 × ARM Cortex-A53 (64-bit) Quadricœur à 1,8 GHz                                                                       |
| GPU                            | ARM Mali-T764 | GPU Mali-T860 MP4 (4 cœurs) |
| Mémoire vive                   | 2 Go double-canal LPDDR3 | 2 ou 4 Go double-canal LPDDR4 |
| Prise USB                      | 4 prises USB 2.0 | - 3 prises USB 3.2 Gen1 - 1 prise USB 3.2 Gen 1 Type-C, port OTG                                                                                   |
| Sortie vidéo                   | - HDMI H.264 jusqu'à 4K H.265 - MIPI-DSI (MIPI Display Serial Interface)                                                                                               | - HDMI 2.0 H.264, H.265 et VP9 4K avec HDMI CEC - 22 broche 4-lane MIPI-DSI (MIPI Display Serial Interface) - 1x DisplayPort 1.2 via le port USB-C |
| Résolution et rafraîchissement | - 1080p à 30/60 fps - 4K à 30 fps agrandi du 1080p | - 1080p à 30/60 fps - 4K à 60 fps |
| Entrée vidéo                   | 1 x 15 broches pour caméra MIPI-CSI | 1 x 15-pin MIPI CSI |
| Codec audio                    | HD (192kHz/24-bit) fourni par le SoC: | Realtek HD codec with 192KHz/24-bit audio |
| Sortie audio                   | - 1 prise Jack 3,5 mm stéréo - son sur la prise HDMI | - 1 prise Jack 3,5 mm stéréo - son sur la prise HDMI                                                                                               |
| Entrée audio                   | - 1 prise Jack 3,5 mm stéréo | - 1 prise Jack 3,5 mm stéréo |
| GPIO                           | plateau de 40 broches dont 28 GPIO | plateau de 40 broches GPIOs, SPI, I2C, UART, PWM                                                                                                   |
| Réseau                         | - Gigabit Ethernet RTL8211E-VB-CG - Bluetooth 4.0 + EDR - WiFi 802.11 b/g/n, module AW-NB177NF contenant un Realtek RTL8723BS IC, avec connecteur pour antenne externe | - Gigabit Ethernet - Bluetooth 5.0 - dual-band 802.11 WiFi 5 2T2R b/g/n/ac                                                                         |
| Unité de stockage              | Carte microSD conforme au UHS-I SDIO 3.0 | - 16GB eMMC flash (2S seulement) - Carte microSD                                                                                                   |
| Horloge interne HTR (RTC)      | aucune | Connecteur de batterie RTC |
| Puissance consommée            | | |
| Consommation maximale mesurée  | | |
| Source d'alimentation          | Prise pour alimentation Micro-USB 5V/2A | 12V à 19V via jack DC |
| Dimensions                     | 85,6 mm × 54 mm × 21 mm | 85,6 mm × 54 mm × ?mm |
| Poids                          | 55 g | ?g |
| Système d'exploitation         | TinkerOS (Debian) | Android 10 |
| Prix                           | 68 dollars ou 45 livres sterling | ? |